# 南臺南車站
南臺南車站位於臺南市東區，為臺灣鐵路管理局縱貫線的鐵路車站。1950年重新建築，是現存日式磚造建築的車站，過去曾是專辦貨運的貨運站，於1991年正式廢止。隨著臺鐵捷運化及臺南市區鐵路地下化計畫的進行，預定2030年恢復此站之客運業務。
在臺南市區鐵路地下化計畫中，原計畫於中華陸橋下方設立「文化中心」通勤站。後因車站附近有大片臺糖低密度利用的農業用地，為配合臺南市政府擬定的南台南站副都心開發計畫、將站址略為南移，於南臺南車站原址與生產路之間復站，整體工程已於2017年3月15日開工，預計於2030年完工復站。

## 車站位置
位於崇慶街、生產路口，即試驗所前乘降場舊址。較南臺南車站舊址略為南方。

## 車站構造
- 南台南車站在廢站前原本是一無月臺的貨運車站，在廢站之後因站房外租有長期使用維護，因此保存狀態良好。
- 改建並地下化之後，新站將會是一個配置一座岸式月臺與一座島式月台的地下車站。[5]

### 月臺配置
| 1 | 1  | █ 西部幹線（下行）     | 往 沙崙、高雄、屏東、潮州 方向 |
| 2 | 2A | █ 西部幹線（上行）     | 往 臺南、善化、嘉義、后里 方向 |
| 3 | 2B | █ 西部幹線（上行待避） | 往 臺南、善化、嘉義、后里 方向 |
| 3 | 2B | █ 西部幹線（下行待避） | 往 沙崙、高雄、屏東、潮州 方向 |

| 軌道 配置 | 側式月台 | 側式月台                                                                                      |
| 軌道 配置 | 1月臺    | 臺鐵縱貫線 往高雄、屏東、潮州方向（保安車站）→                                                |
| 軌道 配置 | 2A月臺   | ←臺鐵縱貫線 往臺南、嘉義、彰化方向（林森車站）                                                |
| 軌道 配置 | 島式月台 |                                                                                               |
| 軌道 配置 | 2B月臺   | ←臺鐵縱貫線 往臺南、嘉義、彰化方向（林森車站） 臺鐵縱貫線 往高雄、屏東、潮州方向（保安車站）→ |

## 未來的利用狀況
- 本站為簡易站，由臺南車站管理。
- 本站僅停靠區間車。
- 本站開放使用悠遊卡、一卡通及icash 2.0付費。

## 歷史

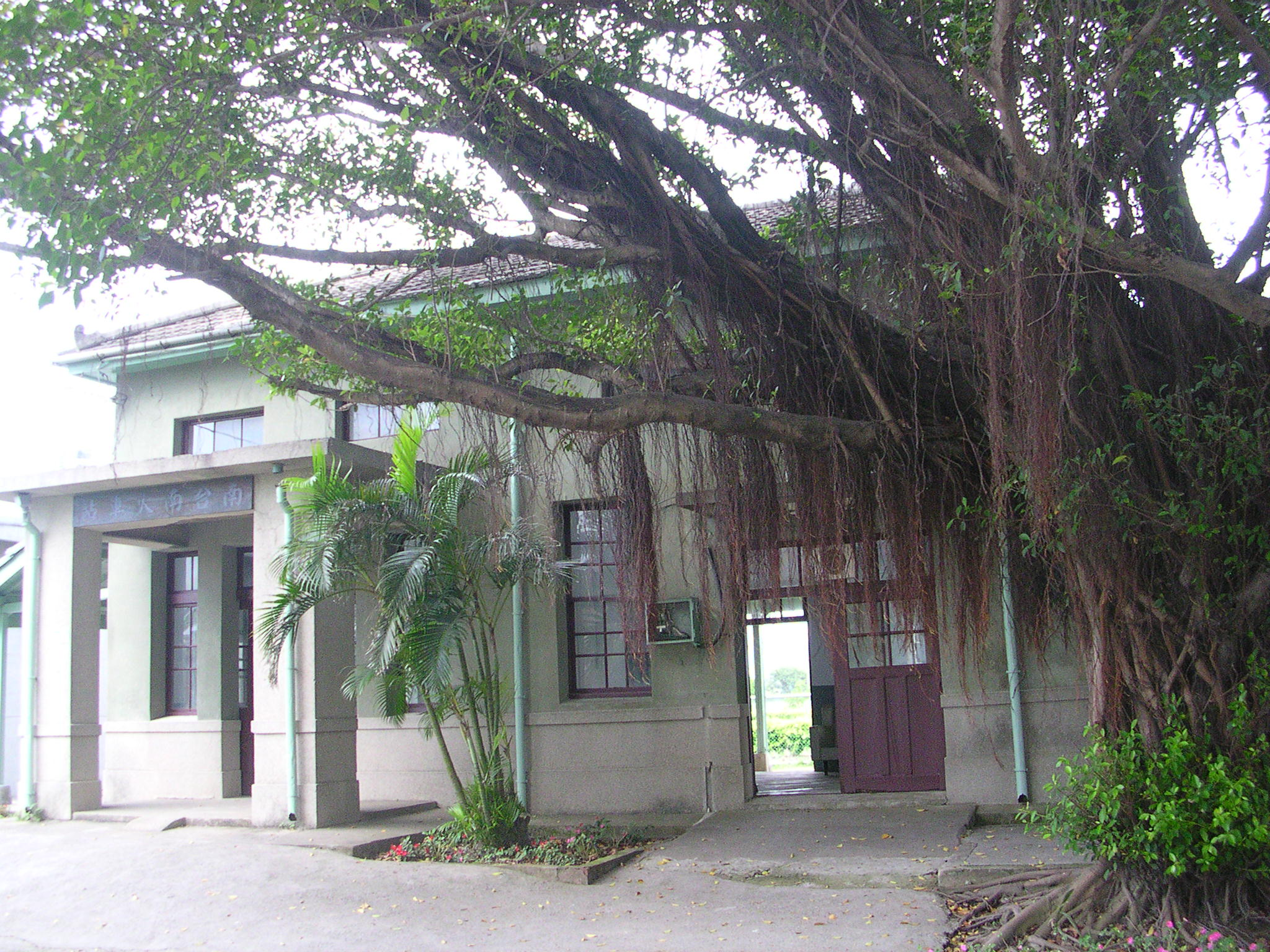
貨運站時期之站房（保存中）

- 1933年10月20日：設立試驗所前乘降場，可視為本站前身，為僅停靠汽油車之通勤車站[6]。站名源自臺灣總督府糖業試驗所，1932年由臺南州新化郡新化街（今臺南市新化區）遷至此處。此處古地名為大路東，意即大馬路（今台1線）之東側。
- 第二次世界大戰時因缺乏汽油，汽油車停駛。
- 1943年10月17日：設置南臺南停車場，位於臺南市竹篙厝七一二番地。距臺南3.3㎞、車路墘4.3㎞，僅負責軍用支線之整車貨運[7]。
- 1950年：因站房在戰爭炸毀，戰後由中華民國空軍要求重建。
- 1951年3月1日：復設南臺南車站，為僅辦貨運之三等站[8]。
- 1986年9月24日：移交臺南車站管理，為簡易站。
- 1986年11月15日：降為次簡易站[9]。
- 1991年8月9日：廢止，移交高雄工務段管理。
- 1996年3月9日：臺南市東區區公所認養，進行修繕及美化工作。
- 2010年：臺鐵出租舊站房予民間業者，作為餐飲用途[10]。
- 2015年：民間業者結束營業。
- 2017年3月15日：臺南市區鐵路地下化計畫C214標「南臺南站路段地下化工程」開工。現時（2025年）仍施工中[11]。

### 預定時程
預計2026年啟用。

## 利用狀況
| 歷年旅客運量   | 歷年旅客運量   | 歷年旅客運量   | 歷年旅客運量   | 歷年旅客運量   | 歷年旅客運量   | 歷年旅客運量   |
| 年             | 年間           | 年間           | 年間           | 年間           | 單日平均       | 單日平均       |
| 年             | 上車           | 下車           | 計             | 來源           | 上車           | 上下車         |
| 試驗所前站時期 | 試驗所前站時期 | 試驗所前站時期 | 試驗所前站時期 | 試驗所前站時期 | 試驗所前站時期 | 試驗所前站時期 |
| -------------- | -------------- | -------------- | -------------- | -------------- | -------------- | -------------- |
| 1933年度       | 3,193          | 3,738          | 6,931          | [ 13 ]         | 20             | 43             |
| 1934年度       | 7,059          | 7,453          | 14,512         | [ 14 ]         | 19             | 40             |
| 1935年度       | 7,796          | 7,945          | 15,741         | [ 15 ]         | 21             | 43             |
| 1936年度       | 10,348         | 12,262         | 22,610         | [ 16 ]         | 28             | 62             |
| 1937年度       | 9,976          | 13,013         | 22,989         | [ 17 ]         | 27             | 63             |
| 1938年度       | 6,950          | 11,133         | 18,083         | [ 18 ]         | 19             | 50             |
| 無資料         |                |                |                |                |                |                |
| 1940年度       | 4,652          | 6,771          | 11,423         | [ 19 ]         | 13             | 31             |
| 無資料         |                |                |                |                |                |                |

## 車站週邊
南臺南車站週邊特色緊鄰台一線，為東區崇明里和南區大恩里交界，附近特色以企業家大樓和國寶大樓為商業中心，形成小型辦公商圈
- 亞伯大飯店（企業家大樓）
- 台南國寶大樓
- 南臺南站副都心
  - 富立和築真邦合宜住宅
  - 國立科學教育體驗未來館（籌設中；原為臺南大學文化校區預定地）
- 巴克禮紀念公園
- 大恩里公園
- 臺南文化中心
- 臺南市立醫院
- 台南空軍基地
- 臺糖糖業試驗所
- 臺灣糖業股份有限公司
- 臺南市政府工務局第一工務大隊